# Абд аль-Гаффар аль-Ахрас
Абд аль-Гаффар аль-Ахрас аль-Багдади (араб. عبد الغفار الأخرس‎; ок. 1804 или 1806 — ок. 1872, 1873 или 1875) — арабский иракский поэт.

## Биография
О его жизни не известно практически ничего. Родился в Мосуле на севере Ирака, входившего тогда в состав Османской империи. Получил блестящее для своего времени образование, изучая богословие, литературу и науки в Багдаде под руководством видных багдадских муфтиев. Впоследствии много путешествовал по Ираку. Умер в 1872 или 1873 году и был похоронен в Басре на кладбище Хасан-аль-Басри.

## Творчество
Его поэтическое наследие достаточно разнообразное: в частности, в Багдаде он был популярен благодаря своим юмористическим стихам, но также писал и серьёзные лирико-философские касыды. Вместе с некоторым другими иракскими поэтами той эпохи, в том числе с Абдулом Гани аль-Джамилем, входил в подобие «литературного кружка», члены которого протестовали против проводимой турками политики в стране, изучали арабскую классическую поэзию и в своих произведениях воспевали героическое прошлое арабского народа и бедуинов, ведущих традиционный образ жизни. Из-за своих политических взглядов часто подвергался преследованиям со стороны властей, поэтому был вынужден подолгу жить в Басре.